# Clásico Ciclístico Banfoandes
El Clásico Ciclístico Internacional Banfoandes fue una carrera ciclista profesional por etapas, que se disputaba anualmente en Venezuela y que estaba encuadrada en la categoría 2.2 del UCI America Tour.
Tradicionalmente la prueba concluía en la ciudad de San Cristóbal, en el Estado Táchira, el de más tradición ciclista del país. La prueba, que solía recorrer buena parte de los estados del oeste venezolano, constaba de diez etapas, una de ellas contrarreloj individual.
El certamen era patrocinado por Banfoandes (un banco público del estado venezolano), y se disputó desde 1990, excepto entre el lapso 1995-2000 cuando no se celebró. A partir de 2009 tras la desaparición de su principal patrocinante no se volvió a correr.

## Palmarés
- 1990:  Sergio González
- 1991:  Néstor Freddy Barrera
- 1992:  Omar Pumar
- 1993:  Álvaro Lozano
- 1994:  Álvaro Lozano
- 2001:  Libardo Niño
- 2002:  Julio César Rangel
- 2003:  Carlos Maya
- 2004:  Tommy Alcedo
- 2005:  José Rujano
- 2006:  Hernán Buenahora
- 2007:  Sergio Henao
- 2008:  José Serpa

## Palmarés por países
| País      | Victorias |
| --------- | --------- |
| Colombia  | 8         |
| Venezuela | 5         |